# Dendrophthora densifrons
Dendrophthora densifrons är en sandelträdsväxtart som först beskrevs av Ernst Heinrich Georg Ule, och fick sitt nu gällande namn av J. Kuijt. Dendrophthora densifrons ingår i släktet Dendrophthora och familjen sandelträdsväxter. Inga underarter finns listade i Catalogue of Life.